# Trường phân rã
Trong đại số trừu tượng, trường phân rã của một đa thức với các hệ số trong một trường là mở rộng trường nhỏ nhất của trường đó trong đó đa thức phân tách thành nhân tử.

## Định nghĩa
Trường phân rã của đa thức p(X) trên trường K là mở rộng trường L của K sao cho
{\displaystyle p(X)=c\prod _{i=1}^{\deg(p)}(X-a_{i})}
với {\displaystyle c\in K} (vì nó là hệ số dẫn đầu của {\displaystyle p(X)}) và với mọi {\displaystyle i} ta có {\displaystyle (X-a_{i})\in L[X]}.

## Ví dụ
- Trường phân rã của {\displaystyle X^{2}+1\in \mathbb {Q} [X]} là {\displaystyle \mathbb {Q} [X]/(X^{2}+1)\simeq \mathbb {Q} [i]}, cũng là trường các số hữu tỷ Gauss. Đây cũng là trường vỡ.
- Trường phân rã của {\displaystyle X^{2}+X+1\in \mathbb {Q} [X]} là {\displaystyle \mathbb {Q} (j)} với {\displaystyle j=\exp({\frac {2i\pi }{3}})}. Đây cũng là trường vỡ.
- Trường phân rã của {\displaystyle X^{3}-2\in \mathbb {Q} [X]} là {\displaystyle \mathbb {Q} [{\sqrt[{3}]{2}},j]}. Nó chứa ba trường vỡ của {\displaystyle X^{3}-2}: {\displaystyle \mathbb {Q} [{\sqrt[{3}]{2}}],\mathbb {Q} [j{\sqrt[{3}]{2}}]} và {\displaystyle \mathbb {Q} [j^{2}{\sqrt[{3}]{2}}]}. Cả ba trường vỡ đều đẳng cấu với {\displaystyle \mathbb {Q} [X]/(X^{3}-2)}.